# Stobo Kirk
Stobo Kirk – średniowieczny, zabytkowy kościół w Szkocji k. miasta Peebles, w b. hrabstwie Peeblesshire.
Miejscowe legendy głoszą, iż został założony przez św. Mungo oraz że w nim przeszedł na chrześcijaństwo Merlin - czarodziej Króla Artura.